# Holmsjön (Ängersjö socken, Hälsingland)
Holmsjön är en sjö i Härjedalens kommun och Ljusdals kommun i Hälsingland och ingår i Ljusnans huvudavrinningsområde. Sjön har en area på 0,435 kvadratkilometer och ligger 344,6 meter över havet. Holmsjön ligger i Voxnan (Jämtlands län) Natura 2000-område.

## Delavrinningsområde
Holmsjön ingår i det delavrinningsområde (685807-144503) som SMHI kallar för Utloppet av Holmsjön. Medelhöjden är 375 meter över havet och ytan är 5,28 kvadratkilometer. Räknas de 63 avrinningsområdena uppströms in blir den ackumulerade arean 440,96 kvadratkilometer. Voxnan som avvattnar avrinningsområdet har biflödesordning 2, vilket innebär att vattnet flödar genom totalt 2 vattendrag innan det når havet efter 200 kilometer. Avrinningsområdet består mestadels av skog (60 procent). Avrinningsområdet har 0,46 kvadratkilometer vattenytor vilket ger det en sjöprocent på 8,7 procent.